# 菲利普·米哈列维奇
菲利普·米哈列维奇（1994年7月31日—），克罗地亚男子田径运动员，2016年世界室内田径锦标赛男子铅球铜牌得主、2022年欧洲田径锦标赛男子铅球金牌得主、2023年欧洲运动会男子铅球银牌得主。